# Elephantomyia hoogstraaliana
Elephantomyia hoogstraaliana är en tvåvingeart som beskrevs av Alexander 1951. Elephantomyia hoogstraaliana ingår i släktet Elephantomyia och familjen småharkrankar.
Artens utbredningsområde är Madagaskar. Inga underarter finns listade i Catalogue of Life.